# Ben Keating
Ben Keating (Tomball, 1971. augusztus 18. –) amerikai autóversenyző, aki többször részt vett a Le Mans-i 24 órás versenyen, a Corvette Racing csapatának oszlopos tagja. Humora és vezetési stílusa miatt a sportág egyik legnépszerűbb alakja.
2023-ban megnyerte a Le Mans-i 24 órás autóverseny GTE kategóriáját.

## Üzleti életpályája
Ben Keatinget egész élete az autóipar körül forgoztt. Felnőttként az apja tulajdonában lévő Ford-kereskedésben mosott autókat és parkolt az első sorban, ami Keatingnek betekintést nyújtott az autókereskedések dinamikájába. Keating a Texas A&M University-n töltött első és utolsó éve alatt a Service Groupnál töltötte szakmai gyakorlatát.
A Service Groupnál töltött gyakornoki ideje alatt Keating több márkakereskedés személyzetét és vezetőit képezte ki.  Keating 1996-ban, amikor mérnöki diplomát szerzett az A&M-en, a Covert Fordnál kezdett el autókat árulni Austinban, Texasban. Nem sokkal később pedig a Tomball Ford használtautó-értékesítési vezetője, majd később kisebbségi tulajdonosa lett.
2002-ben megvásárolta a Port Lavaca Fordot, még 2002-ben a Port Lavaca Dodge, majd 2004-ben a Port Lavaca Chevrolet következett. 2022-ben Keating már 28 márkakereskedés tulajdonosa volt, amelyek mintegy 3 milliárd dollár éves bevételt termelnek, és évente több mint 50 000 autót adnak el.
Minden egyes üzletében a vezérigazgató egyben kisebbségi tulajdonostárs is.

## Partnersége a VLF Automotive-val
A VLF Automotive Henrik Fisker VLF Automotive tervező, Bob Lutz, a GM korábbi alelnöke és Gilbert Villarreal gyártó közös vállalkozása. Bob Lutz és Gilbert Villarreal 2012-ben indította el a VL automotive-t, majd 2013-ban bemutatták a VL Destino-t, egy luxusautót, amely a Henrik Fisker által tervezett Karma nevű elektromos autón alapult. 2013-ban azonban a VL eltekintett a Karma teljesen elektromos hajtásláncától, és helyette a 6. sz. 2L V8-as GM-motorral készült, amelyet a Chevrolet Corvette ZR1-ben is használtak. Végül Fisker csatlakozott a csapathoz, amely ezután VLF automotive lett. A VLF ezután kezdett el dolgozni egy új autón, amely a Dodge Viper 8,4L V10-es motorjára épült, és amely Force 1 V10 néven lett ismert.

## Keating és a Force 1
Fisker és Keating 2015-ben találkoztak, és gyorsan kialakult köztük a partnerség, amely egyesítette Fisker legendás formaterveit Keating széleskörű tapasztalatával a teljesítményautók terén, különösen a Dodge Viperrel kapcsolatos alapos ismereteivel. Keating különösen a Force 1 V10-ben használt aktív felfüggesztés megtervezésében segített, felhasználva évtizedes tapasztalatát a Viperek versenyzésében, hogy a felfüggesztést mind az útra, mind a pályára való hangoláshoz igazítsa. A partnerség részeként a Force 1 V10 első szériáját, összesen 50 autót, teljes egészében Keating Viper Exchange kereskedésén keresztül fogják értékesíteni.